# Muhriz di Negeri Sembilan
Il colonnello Tuanku Muhriz ibni Almarhum Tuanku Munawir (Kuala Pilah, 14 gennaio 1948) è l'11° Yang di-Pertuan Besar di Negeri Sembilan in Malaysia dal 2008.

## Primi anni di vita
Muhriz di Negeri Sembilan è nato a Kuala Pilah il 14 gennaio 1948 ed è l'unico figlio maschio su sei del defunto Tuanku Munawir ibni Almarhum Tuanku Abdul Rahman, Yang di-Pertuan Besar di Negeri Sembilan dal 1960 al 1967 e della sua consorte, Tunku Ampuan Durah binti Almarhum Tunku Besar Burhanuddin. Ha ricevuto la sua prima educazione alla Tuanku Muhammad and Tunku Besar Schools di Tampin, poi alla King George V School di Seremban e successivamente presso la Aldenham School nel Regno Unito.
Tuanku Muhriz ha conseguito la laurea in giurisprudenza all'University College del Galles a Aberystwyth (più tardi conosciuta ribattezzata come Università del Galles, Aberystwyth).
Ha iniziato la sua carriera in una banca internazionale in Malesia ed è diventato direttore e azionista di una società autorizzata come broker in cambi interbancari e sul mercato dei depositi in valuta (1973-1986). È stato presidente e azionista di una joint venture malese con un'agenzia di pubblicità a livello mondiale dal 1981 al 1992, presidente e direttore di una joint venture coinvolta nella fabbricazione di prodotti per l'edilizia dal 1995 al 1998 e direttore e azionista di una società impegnata nell'ingegneria elettrica e nelle costruzioni dal 1995 ad oggi. Fa parte del consiglio di amministrazione della Banca di Bangkok dal 2006.

## Tunku Besar
Tuanku Muhriz è stato nominato Tunku Besar, erede presuntivo al trono, nel 1960. Tuttavia, il Consiglio degli undang, alla morte del padre nel 1967, ha preferito eleggere lo zio Tuanku Jaafar.
La Costituzione di Negeri Sembilan afferma che al primo posto nell'ordine di successione vi sono prima i figli del monarca, poi i nipoti, poi i fratelli, e solo dopo questi i loro figli.
Tuanku Muhriz era il primo nell'ordine di successione prima della morte di Tuanku Munawir, seguito da Tunku Jaafar e da Tunku Abd Allah. È stato suggerito che il motivo di tale scelta sia da ricercare nel fatto che l'allora Primo ministro della Malesia, Tunku Abdul Rahman, ha influenzato convinto il Consiglio a non eleggerlo in ragione della giovane età (aveva allora solo diciotto anni).

## Yang di-Pertuan Besar
Il 29 dicembre 2008 il Consiglio degli undang lo ha proclamato 11° Yang di-Pertuan Besar di Negeri Sembilan al posto di Almarhum Tuanku Jaafar ibni Almarhum Tuanku Abdul Rahman, morto il 27 dicembre precedente. È stato scoperto che molti malesi di spicco avevano sostenuto Tuanku Muhriz nell'elezione a sovrano, in quanto è una persona modesta, dignitosa e con alle spalle importanti successi imprenditoriali.
A causa dell'abitudine permanente di mantenere un basso profilo, Tuanku Muhriz era in gran parte sconosciuto nei circoli reali al di fuori di Negeri Sembilan. Tuttavia, la sua successione alla carica di Yang di-Pertuan Besar di Negeri Sembilan non era scontata. Nel corso delle discussioni, almeno due, se non tutti e quattro gli Undang hanno fortemente dibattuto sulla sua candidatura. Questi si sono poi rifiutati di prendere in considerazione la proposta di Tunku Naquiyuddin, il figlio maggiore di Tuanku Jaafar.
Tuanku Muhriz per tutta la vita ha stabilito e mantenuto forti legami con il Undang, con la nobiltà in generale di Negeri Sembilan e pure con i membri secondari della famiglia reale, tanto più dopo il suo ritorno in patria qualche anno prima. Tra i suoi sostenitori c'erano pure alcuni politici dello stato, primo fra tutti l'ex Menteri Besar (Primo ministro) Tan Sri Isa Samad.
C'è stata una campagna tranquilla da parte dei suoi sostenitori leali a livello statale e federale che lo hanno dipinto come un uomo diplomatico e ben educato, che ha avuto la grande forza di carattere di mettere da parte la delusione di non essere stato nominato monarca dello stato nel 1967 e che continua a condurre una vita dignitosa e rispettabile.
I suoi sostenitori affermavano che a differenza dei membri della famiglia di Tuanku Jaafar, Tuanku Muhriz rifugge alla pubblicità e che anche se può sembrare molto progressista, ha salde radici tradizionaliste. Dopo la sua elezione, la famiglia di Tuanku Jaafar hanno affermato di essere devastata dalla decisione degli Undang di escludere Tunku Naquiyuddin. Anche loro avevano diversi politici potenti dalla loro parte ma ciò non ha influenzato il Consiglio.

## Vita personale
Tuanku Muhriz è sposato con la principessa di Terengganu Tuanku Aishah Rohani Tengku Besar Mahmud. La coppia ha tre figli: Tunku Ali Redhauddin Muhriz, Tunku 'Abidin Muhriz e Tunku Alif Hussein Saifuddin Al-Amin.